# Teachta Dála
Un Teachta Dála (pronunciado [ˈtʲaxtə ˈdɑːlə], /tiájta dala/) es un miembro del Dáil Éireann, la cámara baja del Parlamento de Irlanda, el Oireachtas. La traducción oficial del cargo en inglés es Deputy to the Dáil, es decir, «Diputado del Dáil», aunque una traducción más literal sería Assembly Delegate, o «Delegado de la Asamblea». En inglés se suelen emplear las iniciales TD, representándose por TDs el plural (Teachtaí Dála).

## Historia
El término Teachta Dála se empezó a emplear para referirse a los parlamentarios irlandeses que fueron elegidos en las elecciones generales irlandesas de 1918, y que en lugar de asistir a la Cámaras de los Comunes en Londres, para la que habían sido elegidos, se reunieron en la Mansion House de Dublín el 21 de enero de 1919 para crear un nuevo parlamento irlandés, el Dáil Éireann. Se siguió empleando este término después de este "Primer Dáil" para referirse a miembros de la cámara única de la República de Irlanda, el Dáil Éireann o la Asamblea de Irlanda (1919-1922), a los miembros del Dáil Éireann ("Cámara de los Diputados") del Estado Libre de Irlanda (1922-1937) y los del actual Dáil Éireann ("Cámara de los Representantes") de Irlanda.

## Tratamiento
Se posponen las iniciales "TD" al apellido del TD. Por ejemplo, el actual Taoiseach (jefe del gobierno) es "Micheál Martin, TD".
El tratamiento empleado para referirse a un TD dado durante las sesiones del Dáil Éireann es el nombre del miembro precedido por Deputy («Diputado», en irlandés an Teachta), por ejemplo, "Deputy Kenny", "an Teachta Ó Cionnaith".